# Llanera de Ranes
Llanera de Ranes és una població del País Valencià a la comarca de la Costera. El municipi forma una conurbació amb les veïnes poblacions de Cerdà i Torrella.
Limita amb Canals, Cerdà, Estubeny, la Granja de la Costera, Xàtiva, Rotglà i Corberà, Torrella i Vallés (a la mateixa comarca), i amb Anna i Sellent (a les comarques de la Canal de Navarrés i la Ribera Alta respectivament).

## Geografia
Situat en el marge esquerre del riu Cànyoles. El terreny és pla, amb una altitud mitjana de 120 m. i format per sediments miocens. No té accidents geogràfics d'importància. La població està edificada sobre el suau pendent de la Costera de Ranes.

## Història
Fou un annex de la desapareguda alqueria àrab de Cairent. Lloc de moriscos, abans de la seua expulsió (1609) comptava amb 32 cases. En el segle xvi ostentaren el senyoriu els Vilaragut, comtes d'Olocau. El 1650 es va concedir el títol de marqués de Llanera a Jordi Sanç de Vilaragut i de Castellví, segon comte d'Olocau. Amb el temps el marquesat passà als Fenollet i, finalment, als Castillo. Antigament formava un sol nucli amb Carbonell, avui un barri del poble. En 1838 se li va afegir el municipi de Torrent de Fenollet.

## Demografia
| 1990 | 1992 | 1994  | 1996  | 1998  | 2000 | 2002  | 2004  | 2005  | 2007  | 2021 |
| ---- | ---- | ----- | ----- | ----- | ---- | ----- | ----- | ----- | ----- | ---- |
| 970  | 963  | 1.002 | 1.056 | 1.013 | 992  | 1.136 | 1.059 | 1.056 | 1.077 | 1056 |

## Economia
Els cultius predominants són els cítrics (150 ha), hortalisses, blat de moro i tubercles en els terrenys irrigats; i l'olivera (150 ha), garrofera, vinya i cereals en el secà.

## Alcaldia
Des de 2015 l'alcalde de Llanera de Ranes és Antonio Vicente Lluch Llorens de Ciutadans - Partit de la Ciutadania (Cs).
| Període                       | Alcalde o alcaldessa          | Partit polític | Data de possessió | Observacions |
| ----------------------------- | ----------------------------- | -------------- | ----------------- | ------------ |
| 1979–1983                     | Luis Perales Ferrando         | UCD            | 19/04/1979        | --           |
| 1983–1987                     | Luis Perales Ferrando         | UIL            | 28/05/1983        | --           |
| 1987–1991                     | Luis Perales Ferrando         | AP             | 30/06/1987        | --           |
| 1991–1995                     | Miquel Martinez i Lluch       | UV             | 15/06/1991        | --           |
| 1995–1999                     | Miquel Martinez i Lluch       | UV-CCV         | 17/06/1995        | --           |
| 1999–2003                     | Miquel Martinez i Lluch       | UV             | 03/07/1999        | --           |
| 2003–2007                     | Vicente Sanchis Bonete        | PP             | 14/06/2003        | --           |
| 2007–2011                     | Vicente Sanchis Bonete        | PP             | 16/06/2007        | --           |
| 2011–2015                     | Vicente Sanchis Bonete        | PP             | 11/06/2011        | --           |
| 2015–2019                     | Antonio Vicente Lluch Llorens | Cs             | 13/06/2015        | --           |
| 2019-2023                     | Antonio Vicente Lluch Llorens | Cs             | 15/06/2019        | --           |
| Des de 2023                   | n/d                           | n/d            | 17/06/2023        | --           |
| Fonts: Generalitat Valenciana |                               |                |                   |              |

## Monuments
- Església de sant Joan Baptista. De 1675.
- Ermita del Crist de la Santa Fe. Primer terç del segle xviii.

## Museus
- Museu d'Aquarel·les Boluda. Museu dedicat a l'aquarel·la, centrat en la figura del pintor valencià Boluda. Obert els caps de setmana.
- Museu etnològic Lluis Perales. Interessant museu etnològic. Obert els caps de setmana.

## Festes i celebracions
- Festes Patronals. Se celebren en honor de Sant Joan Baptista, la Divina Aurora i al Crist de la Fe la setmana que precedix el primer diumenge de setembre.
- Porrat de Torrent. Fira que se celebra en el poblat de Torrent del Fenollet durant la quaresma per privilegi real des de fa segles.

## Fills il·lustres
- Emili Revert i Martínez, el Xiquet de Llanera (Llanera de Ranes, 1910) fou un pilotaire favorit en les apostes de començaments del segle xx.